# روژه دو بوسی-ربوتن
روژه دو ربوتن کنت دو بوسی (به فرانسوی: Roger de Rabutin, comte de Bussy, dit Bussy-Rabutin) نویسنده قرن هفدهم میلادی اهل فرانسه است.
- داستان عاشقانه گل‌ها